# Davy Sidjanski

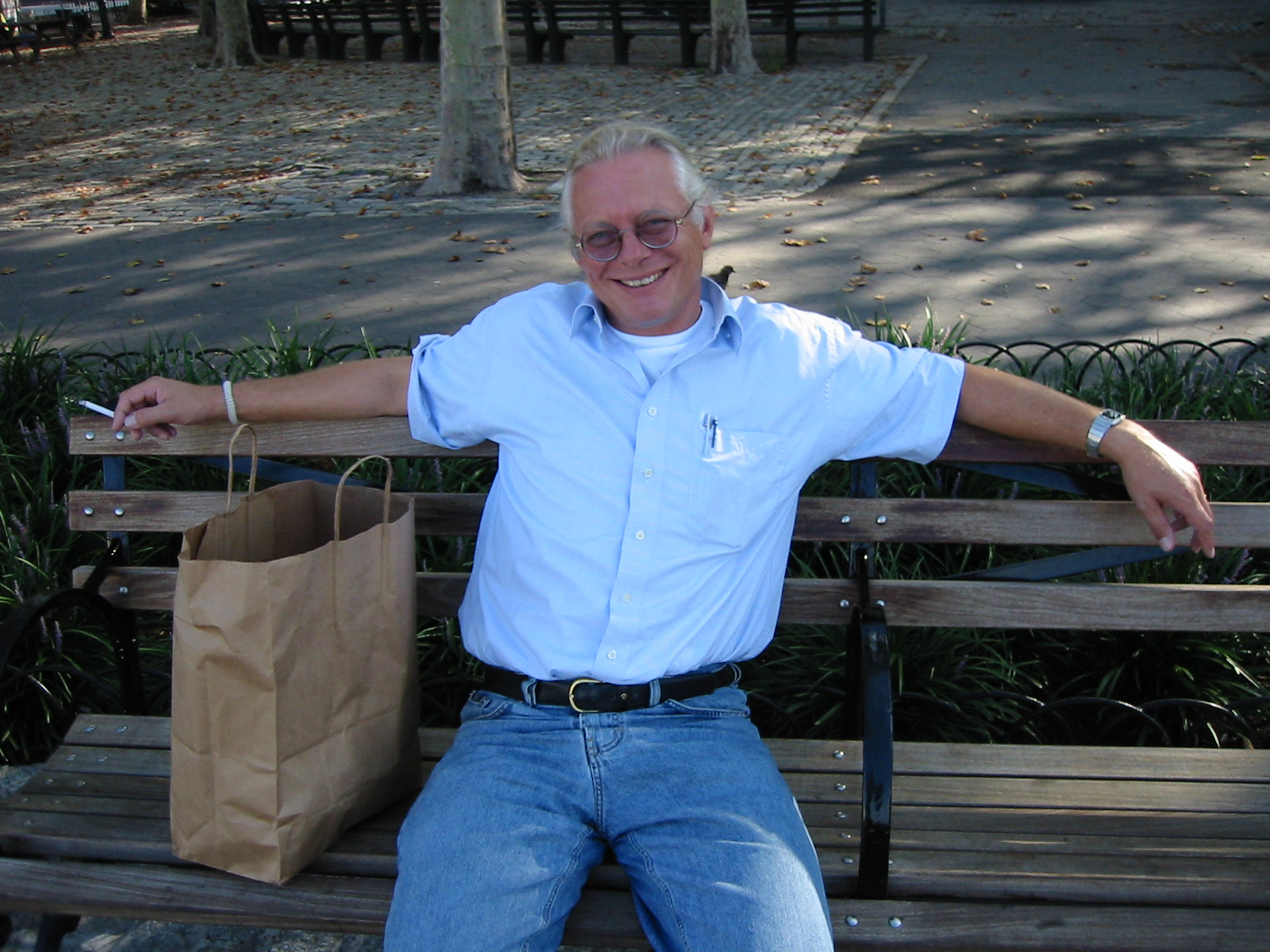
Davy Sidjanski

Davy Sidjanski (* 15. August 1955 in Pasadena (Kalifornien), USA; † 8. November 2004 in Grüt, Schweiz) war ein Verleger.
Sidjanski wuchs in der Schweiz auf. Er machte eine Ausbildung als Verlagsbuchhändler. Im Jahr 1979 wurde er Inhaber des 1961 von seinen Eltern, Dimitrije und Brigitte Sidjanski gegründeten Bilderbuchverlags Nord-Süd im zürcherischen Gossau (Der Regenbogenfisch, Der kleine Eisbär).
Sidjanski bildete aus den Nord-Süd Verlag ein international agierendes Unternehmen. Das Verlags-Programm von Nord-Süd wurde gleichzeitig in bis zu fünfzig Sprachen unter dem Verlagsnamen herausgegeben. Diese Werke wurden weltweit vertrieben. Zu vielen Autoren und zu seinen internationalen Geschäftspartnern hielt Sidjanski stets engen Kontakt.
Nachdem der Verlag im Frühling 2003, infolge einer ehrgeizigen Expansion in den 1990er Jahren, in einen Liquiditätsengpass geraten war, wurde er im Juni 2004 von einer schweizerisch-deutschen Investorengruppe übernommen. Sidjanski stieg zu dem damaligen Zeitpunkt vollständig aus dem Verlag aus, blieb aber seinen früheren Mitarbeitern stets eng verbunden. Seine Pläne, neue Wege im Verlagswesen zu gehen, konnte er nicht mehr verwirklichen. Am 8. November 2004 ist Sidjanski im Alter von 49 Jahren an Herzversagen gestorben.